# Arena MRV
Die Arena MRV (offiziell Estádio Presidente Elias Kalil) ist ein Fußballstadion im Stadtviertel Califórnia der brasilianischen Stadt Belo Horizonte, Hauptstadt des Bundesstaats Minas Gerais. Es ist Eigentum und ist die Heimspielstätte des Fußballvereins Atlético Mineiro, Spitzname Alvinegro (deutsch Weiß-Schwarzen) oder Galo (deutsch Hahn, nach dem Maskottchen). Es ersetzt das Estádio Independência, die alte Heimstätte von Atlético Mineiro.

## Geschichte
Atlético Mineiro trug seine Heimspiele, bis zum Neubau für die Fußball-Weltmeisterschaft 2014, im Estádio Governador Magalhães Pinto (Mineirão) aus. Der Club zog in das kleinere Estádio Independência, in dem man schon von 1950 bis 1965 spielte, um. Dafür wurde das Stadion von 2010 bis 2012 umfangreich renoviert und bietet seitdem 23.018 Plätze. Im September 2017 stimmte der Gemeinderat in einer Sitzung über das Bauprojekt ab. 325 Ratsmitglieder stimmten für das Projekt und 12 dagegen. Für die Genehmigung hätte Atlético nur 260 Ja-Stimmen benötigt. Die Kosten wurden zu dieser Zeit mit 250 Mio. R$ angegeben und die Fußballarena über 42.000 Plätze verfügen. Der Bau sollte 2018 beginnen. Im Dezember 2019 erhielt Atlético die endgültigen Genehmigungen, um Anfang 2020 mit den vorbereitenden Arbeiten für den Bau zu beginnen. Der Gemeinderat für Umwelt befürwortete am 20. Dezember einstimmig den Stadionbau. Die zukünftige Fußballarena sollte 46.000 Plätze bieten und die Kosten waren auf 410 Mio. R$ angestiegen. Die Eröffnung war für Mitte 2022 geplant.
Auf dem vereinseigenen Grund des Estádio Presidente Antônio Carlos, wo Atlético von 1929 bis 1968 heimisch war, ließ der Club das Einkaufszentrum Diamond Mall errichten, dass 1996 eröffnet wurde. Im September 2017 verkaufte der Club 50,1 Prozent an der Diamond Mall an das Unternehmen Multiplan, als einen Teil der Finanzierung. Die anfänglich vereinbarte Summe von 250 Mio. R$ stieg auf 293 Mio. R$. Die Baukosten stiegen in dieser Zeit von 420 Mio. R$ auf 445 Mio. R$. Im Januar 2020 verkaufte Atlético Mineiro auch die restliche Beteiligung an der Diamond Mall von 49,9 Prozent an Multiplan zur Finanzierung der steigenden Baukosten. Das Baugrundstück mit einer Fläche von 56.000 m² im Nordwesten von Belo Horizonte wurde vom Milliardär und Mitgründer des Immobilienunternehmens MRV Engenharia, Rubens Menin, bereitgestellt. Vor dem Baubeginn musste das Gelände mehr als vier Monate vorbereitet werden. Der erste Spatenstich für die neue Heimat der Alvinegro  wurde am 20. April 2020 ausgeführt. Das ausführende Bauunternehmen ist Racional Engenharia.
Der Entwurf stammt vom Architekten Bernardo Farkasvölgyi (Farkasvölgyi Arquitetura), selbst Fan von Atlético Mineiro, aus Belo Horizonte. Es ist das erste Stadion aus der Feder von Farkasvölgyi. Vor dem Entwurf besuchte er Stadien in Brasilien und Europa. Da das Gelände eine große Hangneigung hat, werden die Eingänge auf verschiedenen Ebenen liegen. Im Westen ist ein großer Platz vor dem Stadion geplant. Auf dieser Seite werden die Fans die Spielstätte auf Höhe des Spielfelds betreten. Im Osten wird der Zutritt auf Höhe des Mittelrangs liegen. Am und im Fußballstadion entstehen des Weiteren insgesamt 4600 Parkplätze, ein Clubmuseum und ein Megastore von Atlético. Die Arena wird umlaufend überdachte Ränge erhalten. Die in das Dach übergehende Fassade aus Aluminium ist in Anlehnung der Vereinsfarben in Weiß und Grau, in breiten, senkrechten Streifen, gestaltet. Die Arena MRV sollte nach den Planungen 80 Logen, zwei Lounges im Norden und Süden mit Platz für insgesamt 1900 Besucher, 50 öffentliche Toilettenräume mit fast 850 Toiletten, 800 Urinalen und 650 Waschbecken, Räumlichkeiten für 70 behindertengerechten Toiletten sowie 2500 überdachte PKW-Stellplätze bieten.
Im Juni 2021 wurde ein Vertrag mit der Veranstaltungsstättenbetreiber LivePark zur Vermarktung der kommerziellen Rechte des Stadions und der Erstellung seines Veranstaltungskalenders, neben dem Fußball, abgeschlossen. Atlético Mineiro verkaufte Immobilien-Zertifikate, die dem Club bis Dezember 2021 insgesamt 200 Mio. R$ einbrachten. Im März 2022 gab Atlético Mineiro bekannt, dass die Zahl der lukrativen Logen durch Erweiterung auf der Nordtribüne auf 128 erhöht wird. Zu diesem Zeitpunkt war das Stadion zur Hälfte fertiggestellt und die Kosten lagen bei 700 Mio. R$. Die Arena wird für die Zugangskontrolle mit Gesichtserkennung sowie weiterem Equipment wie ein biometrisches Erkennungsverfahren, NFC, Bluetooth, RFID und QR-Code ausgestattet. Im September des Jahres benötigen die Alvinegro weitere 240 Mio. R$, um den Bau abschließen zu können. Die Baukosten sind mittlerweile auf 926 Mio. R$ angestiegen, was zum einen an den Änderungen am Stadiondesign liegt, zum anderen an den stark gestiegenen Baustoffpreisen. Der Club soll für die Errichtung 440 Mio. R$ Schulden zur Finanzierung aufgenommen haben. Diese will Atlético voraussichtlich bis September 2029 zurückgezahlt haben. Die Investoren sollen ab Oktober 2023 Vergütungen aus den Zertifikaten erhalten.
Anfang September 2022 wurde der erste Buchstabe des Stadionnamens an der Fassade angebracht. Das sechs Meter hohe, beleuchtbare und 580 kg schwere A für Arena wurde in rund 25 Meter Höhe montiert. Die Eröffnung sollte mit fünf Veranstaltungen vom 25. März bis zum 27. Mai 2023 gefeiert werden. Das erste Spiel der Männermannschaft der Galo gegen einen internationalen Gegner war für den 19. Mai eingeplant. Es sollte ein Konzert des brasilianischen Musikers Nando Reis stattfinden.
Zum 115. Vereinsjubiläum am 25. März 2023 wird es in der Arena MRV eine Veranstaltung geben, die auf Direktoren, das Management und Mitarbeiter des Clubs beschränkt sein wird. Am 15. April fand die erste offizielle Veranstaltung im Stadion statt. Es sind fünf Veranstaltungen unter dem Namen „BH Festival“ geplant. Im Februar hatte Atlético die Eröffnung nach hinten verschoben, da die Straßenarbeiten rund um das Stadion noch nicht abgeschlossen waren. Beim ersten Termin mit dem Titel „Nascimento do Campo“ (deutsch „Geburt des Feldes“) wurden die Torpfosten installiert. Des Weiteren wurden die Linien markiert und der erste Schuss ausgeführt. Bis zum August des Jahres sollte kein Pflichtspiel in der Arena MRV geben.
Am 27. August 2023 traf Atlético Mineiro am 21. Spieltag der Série A 2023 zur ersten Partie in der neuen Arena auf den FC Santos (2:0). Das Spiel musste unterbrochen werden, da sich Teile des Spielfeldrasens lösten und wieder geflickt werden mussten. Der Verein dachte darüber nach, das natürliche Grün im nächsten Jahr gegen einen Kunstrasen auszutauschen. Beide Treffer erzielte der frühere Leverkusener Paulinho auf Vorlage von Hulk.
Im März 2024 wurde die Arena MRV bei der Wahl der Website StadiumDB.com zum Stadium of the Year 2023 zum Sieger gewählt. Die Arena lag mit 25.515 Punkten vor dem BBBank Wildpark in Karlsruhe (21.218) und dem ArcelorMittal Park in Sosnowiec (14.947).
Von Ende 2024 bis Mai 2025 wurde das Stadion wegen Renovierungsarbeiten vorübergehend nicht genutzt, u. a. wurde der Rasen durch einen Kunstrasen ersetzt.

### Name
Im August 2017 wurde MRV Engenharia durch einen Sponsoringvertrag für 60 Mio. R$ über zehn Jahre Namensgeber der Arena. Die Gültigkeit der Vereinbarung begann 2020. Am 5. November des Jahres beschloss der Club, dass die Arena MRV den offiziellen Namen Estádio Presidente Elias Kalil, zu Ehren des früheren Clubpräsidenten Elias Kalil, tragen wird. Elias Kalil war vom 1. Januar 1980 bis zum 31. Dezember 1985 der 36. Präsident von Atlético Mineiro. In seiner Amtszeit wurde der Club fünf Mal Staatsmeister von Minas Gerais. Der Club kaufte ein Grundstück und er begann mit dem Aufbau der Cidade do Galo (deutsch Hahn-Stadt), dem modernen Trainingszentrum von Atlético.